# Manifestação de 6 de Junho de 1975
A Manifestação de 6 de Junho de 1975, ou simplesmente o 6 de Junho, foi uma manifestação organizada pela lavoura micaelense, em Ponta Delgada, ligada a vários actos de terrorismo separatista, e que levou à demissão do Governador Civil António Borges Coutinho.

## Organização da manifestação
Os organizadores da manifestação foram os grandes proprietários e terratenentes de São Miguel, que conseguiram reunir uma manifestação de vários milhares de pessoas. Os principais motivos da manifestação foram as reivindicações da lavoura micaelense, onde se misturavam as reivindicações neo-fascistas separatistas, como reacção contra a inclinação política para a esquerda então verificada no Continente, e com o desejo de impedir a eventual aplicação de reformas progressistas em São Miguel, como a Lei do Arrendamento Rural mais justa, proposta pelo Governador Civil do Distrito Autónomo de Ponta Delgada, o histórico antifascista António Borges Coutinho, e pelo Presidente da Junta Geral, Álvaro Soares de Melo, ambos militantes do M.D.P./C.D.E., ou mesmo de uma Reforma Agrária, que, neste caso, teria que ser uma iniciativa do Ministério da Agricultura. Segundo o escritor Daniel de Sá, a ideia da manifestação "Começou numa conversa de três amigos ricos ligados à lavoura. (Foi um deles que mo contou, há poucos anos, lembrando isso quase com pavor, dadas as consequências que poderia ter tido). A ideia era concentrar o máximo possível de manifestantes em frente ao palácio do governador do distrito (na altura o Dr. António Borges Coutinho). Os lavradores (como aqui se chama aos criadores de gado) protestariam a pedir o aumento do preço do leite e diminuição do custo das rações e dos adubos; os trabalhadores do campo exigiriam alfaias mais baratas e os adubos também; e mais uma ou outra reclamação do género./ A verdadeira finalidade da manifestação não era conhecida por mais do que umas poucas dezenas de pessoas. Havia um grupo de umas vinte, talvez, que se mantiveram juntas. A multidão foi-se exaltando cada vez mais nos seus protestos frente ao palácio do governo do distrito, de modo que repetia qualquer grito que fosse dado. A certa altura, quando julgaram conveniente, os tais cerca de vinte gritaram “independência!” E a multidão repetiu o grito várias vezes. Assim se criou o mito, a pouco e pouco arrefecido pelas sucessivas confissões que têm sido feitas, de que milhares de açorianos (micaelenses) exigiram a independência naquele dia 6 de Junho."

## A manifestação
A manifestação fora proibida pelo Governador Civil, mas mesmo assim ocorreria. António Borges Coutinho receberia então uma delegação dos manifestantes para discutir as suas reivindicações. Na sua versão dos factos, quando se encontrava a discutir com os representantes, terá sido interrompido pelo Governador Militar, general Altino Pinto de Magalhães, que lhe terá afirmado que se deveria demitir de maneira a pôr fim à manifestação. O Governador Civil, sentindo-se desautorizado pelo Governador Militar, demitir-se-ia publicamente. Uma série de manifestantes, após a sua demissão, numa decisão muito provavelmente já tomada anteriormente, ocuparia a sede do Emissor Regional dos Açores, a sede dos Correios e bloquearia as pistas do Aeroporto de Ponta Delgada, actos claramente antidemocráticos e separatistas.
O Governador Militar ordenaria a prisão dos principais indivíduos alegadamente responsáveis por estes actos criminosos, resultando na detenção de 29 dos seus pretensos organizadores e participantes, na sua maior parte, ligados à extrema-direita fundiária e separatista e ao regime fascista, e enviados para Angra do Heroísmo. Apesar de, mais tarde, vários dos detidos terem assumido publicamente a participação nos actos subversivos, os seus processos acabariam por ser arquivados por falta de provas. O director do diário Açores, Gustavo Moura, antigo militante da Legião Portuguesa e da ANP, que de forma demagógica e fascizante, defendera a manifestação, numa editorial em que manifesta que o seu principal objectivo era o separatismo, seria também preso, por este motivo, mas não alvo de nenhum processo por abuso de liberdade de imprensa nem obrigado a demitir-se. O semanário O Açoriano Oriental, então dirigido por Luciano Mota Vieira, trataria de forma muito mais isenta a manifestação e a demissão do Governador Civil, recordando que este já a pedira anteriormente, após as eleições para a Assembleia Constituinte, devido à derrota clamorosa do MDP/CDE, sendo demovido pelo então ministro da Administração Interna, major António Arnão Metelo. Da restante imprensa de Ponta Delgada, o diário Correio dos Açores, com a mesma direcção do tempo do fascismo, composta pelos salazaristas Gaspar Henriques e Manuel Ferreira, tomaria o apoio da manifestação, enquanto o Diário dos Açores e o semanário A Ilha tomariam atitudes mais isentas em relação a esta. A generalidade da imprensa de Lisboa, dominada pela esquerda, condenaria inapelavelmente a manifestação. 
O PS, o PCP, o MDP/CDE e o MES condenaram a manifestação, promovendo uma contra-manifestação patriótica na semana seguinte, em 16 de Junho. O PPD, apesar de ter sido o principal apoio da manifestação, também apoiaria a contra-manifestação, para se demarcar dos actos subversivos ligados a esta. De todos os partidos que tinham participado nas eleições para a Assembleia Constituinte em 25 de Abril de 1975 apenas o CDS não a quis apoiar.
O PS, segundo o seu comunicado oficial, referido no jornal A Capital, de Lisboa, de 12 de Junho de 1975, afasta-se "do carácter reaccionário que se pretendia imprimir à manifestação inoportuna e habilidosamente convocada por alguns lavradores micaelenses", apoiando "todas as medidas enérgicas adoptadas pelo M.F.A. no sentido de garantir a continuidade do processo revolucionário em S. Miguel, neutralizando a acção nefasta de grupos reaccionários minoritários que, traiçoeiramente, atentaram contra a soberania nacional." De salientar que o PS estava contra os Governadores Civis do MDP/CDE, nomeados por todo o país, mesmo assim, tendo condenado inteiramente a manifestação.
O MDP/CDE, por sua vez, pedia a "imediata e severa punição dos responsáveis pela manifestação e pelos vergonhosos desacatos que já há tempos se vinham a verificar e que se multiplicaram e intensificaram depois da manifestação do dia 6".
O PPD, que, através de alguns dos seus militantes mais destacados, como Américo Natalino de Viveiros, militante da extrema-direita do partido, estivera envolvido na organização da manifestação, segundo o seu comunicado oficial afirmava que: "O povo micaelense levou a efeito uma manifestação no dia 6 de Junho segundo cremos apenas com a intenção de reivindicar solução para uma série de problemas que se vinham arrastando sem que tivessem sido resolvidos pelas autoridades competentes". Sobre os objectivos da manifestação, sublinhavam que "só o oportunismo de grupos desvirtuou a pureza deste movimento de massas enxertam-se nelas e nelas colhem audiência o eco para palavras de ordem atentatórias da dignidade do povo português". O PPD afirma "não aos separatismos, conquanto se bata por um estatuto autónomo". Apela "para que o povo se mantenha atento às manobras de reacção, organizando vigilância popular e se não deixe jogar por interesses obscuros, sejam eles individuais ou de grupos, económicos ou políticos dos latifundiários e proprietários do distrito que mais não pretendem que conservar privilégios e manter a exploração do povo." Convém não esquecer que o PPD era então oficialmente um partido social-democrata do centro-esquerda e candidato à adesão à Internacional Socialista, sendo o seu líder nacional interino, na ausência por motivos de saúde de Francisco Sá Carneiro, o Prof. Emídio Guerreiro, uma das maiores personalidades da Oposição Democrática em Portugal. No entanto, em São Miguel, a situação era deveras dissemelhante, uma vez que o PPD, como o próprio João Bosco Mota Amaral o reconheceu, não tinha antecedentes democráticos de maior, sendo na prática um partido conservador e pós-fascista.
O Governador Civil do Distrito Autónomo de Angra do Heroísmo, Oldemiro Cardoso de Figueiredo, também militante do MDP/CDE, demitir-se-ia poucas semanas depois da manifestação, por solidariedade com Borges Coutinho.
A principal consequência directa da manifestação foi o incremento de actos de terrorismo, aos mais diversos níveis, sobretudo no período de Junho a Agosto de 1975. Vários militantes do MDP/CDE e do PCP foram obrigados a partir para o Continente em Agosto, incluindo Manuel Barbosa, então contando 69 anos. A notícia de deportação de militantes comunistas para o Continente foi notícia de primeira página do Diário de Notícias, então com uma direcção gonçalvista e servindo de porta-voz oficioso ao governo.

## A mistificação em torno da manifestação
Apesar de ambiente político então vivido no Continente ter significado, da parte do Poder Central e do MFA, a condenação inequívoca de uma manifestação promovida pela "reacção" micaelense, o Governo da República, então ainda presidido pelo general Vasco Gonçalves, determinaria a formação de uma Junta Regional dos Açores, que substituiu as administrações dos três distritos autónomas dos Açores. A criação da Junta Regional dos Açores fora proposta pelo "Grupo dos Onze", presidido pelo Governador Civil Borges Coutinho, em Janeiro de 1975, nada tendo certamente a dever à manifestação que, pela sua natureza reaccionária, em nada pode ter contribuído positivamente para o processo de autonomia, que seria discutido na Assembleia Constituinte. A única referência à manifestação sucedeu em 19 de Março de 1976 quando o deputado Vital Moreira (PCP) interpelou Américo Natalino de Viveiros (PPD), a propósito de declarações que este fizera a este respeito na imprensa de Ponta Delgada. Segundo a resposta de Natalino de Viveiros: "(...) a manifestação de 6 de Junho foi para pôr termo à ditadura que estava implantada nos Açores e que era feita pelo ex-governador Borges Coutinho, governando como um déspota (sic), sem respeito nenhum pela vontade popular, e foi por isso que essa manifestação se fez, e foi por isso também que houve as tais minorias a que eu me referi aí, que puderam manobrar o povo para o levar a tomar atitudes menos dignas e que não estavam no espírito dessas populações." Estas afirmações, apesar do PPD de São Miguel não ter feito qualquer campanha pela demissão do Governador Civil depois das eleições constituintes de 1975, motivariam uma réplica de Orlando Marques Pinto (MDP/CDE), que protestou contra os insultos proferidos, uma vez que Borges Coutinho fora "um resistente antifascista que pagou na cadeia longos tempos de prisão e de enxovalhos permanentes, enquanto eu não sei o que nessa altura faria o Sr. Deputado que fez essa afirmação."   
Nem mesmo assim a direita regional mais reaccionária, sobretudo micaelense, procurou mistificar a data, como tendo alegadamente desempenhado um papel importante na instauração da autonomia político-administrativa em 1976. O PS sempre se opôs a esta mistificação, feita principalmente na imprensa de Ponta Delgada, dominada por jornalistas reaccionários e ligados à extrema-direita, como Gustavo Moura, que a fez tanto durante a sua direcção do Açores como do Açoriano Oriental. A maior mistificação do 6 de Junho, no entanto, tem sido feita no Correio dos Açores, que se tornaria no actual regime o porta-voz oficioso da facção mais reaccionária do PSD e da extrema-direita separatista micaelense, durante as direcções de Jorge do Nascimento Cabral, de 1981 a 1999, separatista assumido, apesar de militante do PSD, e de Américo Natalino de Viveiros, a partir de 1999.
Em 7 de Junho de 1978, José António Martins Goulart, líder do grupo parlamentar do PS na Assembleia Regional da Horta, afirmaria: "O 6 de Junho (...) é uma data que nada de real e importante representa para o povo destas ilhas e que nada tem a ver com pretensas reacções populares espontâneas (sic). Representa, sim, a expressão de uma única ameaça totalitária que nunca foi erradicada desta terra. Representa a partir de ontem, mais uma etapa da libertação de um povo que nestas ilhas saberá responder não aos saudositas (sic) do passado". Mesmo assim, a necessidade de mistificar a data originou a proposta do vereador independente Carlos Rego Costa, eleito pelo PS, de atribuir o nome de Rua 6 de Junho à Rua dos Chagas, em Ponta Delgada, que viria a ser aprovada em 1979, apesar dos votos contra do PS. O nome tem-se mantido até à actualidade, sem que se tenha procurado proceder à sua substituição. 
O diário Açoriano Oriental, por iniciativa do seu director Gustavo Moura, na sua edição de 6 de Junho de 2000, comemorativa do 25º aniversário da manifestação, reeditaria um fac-símile da edição do Açores de 7 de Junho de 1975, com a editorial que levaria Moura à prisão. No entanto, o Açoriano Oriental nada fizera de semelhante o ano anterior, aquando das comemorações do 25º aniversário do 25 de Abril de 1974. A editorial de Moura de 6 de Junho de 2000 titulava "Unidade, Um Exemplo a Não Esquecer", apesar de afirmar que o Presidente do Governo Regional dos Açores, Carlos César, se tinha demarcado da manifestação, mesmo reconhecendo a sua alegada "dimensão histórica". 
A Câmara Municipal de Ponta Delgada, durante as edilidades do PSD, tem contribuído para a mistificação em torno da manifestação. Na mesma ocasião, foi aprovada a inauguração de uma placa comemorativa, com uma inscrição de Antero Rego, militante do fascista-separatista PDA. Na inauguração da placa, discursou o separatista Jorge do Nascimento Cabral, um dos maiores mistificadores da manifestação, e estiveram presentes vários membros da extrema-direita micaelense.
A consignação da mistificação em torno da manifestação, ignorando totalmente a verdade dos factos em torno do que então sucedeu, fez-se, em última instância, durante a Presidência de José Manuel Bolieiro, que nunca escondeu as suas simpatias pela extrema-direita separatista, com a inauguração, em 8 de Junho de 2025, de um placa com o nome dos 29 presos inculpados dos actos de terrorismo que decorreram na sequência da manifestação, legitimando assim o terrorismo como arma política. Bolieiro afirmou então, demagogicamente, ignorando completamente a verdade dos factos, que pretendia "honrar a liberdade de expressão, a liberdade de pensamento, da liberdade de manifestação. Honrar a democracia”./ “Não podemos escamotear os factos da nossa História e, sobretudo, não podemos esquecer a geração que fez da convicção de uma causa a sua grande luta e teve as consequências que todos conhecemos”.
O historiador revisionista Avelino de Freitas de Meneses, da direita reaccionária, apesar de Secretário Regional da Educação e Cultura de um Governo Regional do PS, manifestou recentemente o seu apoio à mistificação em torno da manifestação. Apesar de não o demonstrar minimamente, afirma que "Esta data ainda não foi devidamente enobrecida, mas vai sê-lo à medida que o tempo for passando e as memórias se forem esvanecendo. Sem o 6 de junho de 1975 não se teria chegado tão longe".
O escritor Cristóvão de Aguiar descreveria assim os acontecimentos de 6 de Junho de 1975, no seu diário: "É temerário reverter-se três ou quatro mil vozes, por mais berreiro que façam, na voz de um povo inteiro ou de toda uma Ilha que conta muito mais de um cento de milhar de habitantes. Isto faz lembrar os alevantes do século passado (1869) em que o povo defendia os interesses dos grandes senhores e não os seus. Ora, o 6 de Junho também não fugiu à regra. Os três ou quatro mil manifestantes foram, na sua maior parte, arrebanhados nas zonas rurais pelos grandes proprietários, para servir de eco (triste vocação) aos interesses de seus amos e senhores. (...) A democracia, que custou os olhos da cara para ser conquistada, tem por vezes destes efeitos perversos. Na verdade, a minoria activa que oprime e sempre oprimiu o povo micaelense existe - é a mesma que se manifestava ao seu lado em Ponta Delgada, em Junho, seis."
Foi iniciado recentemente no Facebook um movimento que pretende substituir o nome da Rua 6 de Junho por Rua Marechal Humberto Delgado, em Ponta Delgada.

## Possível relacionamento com o incêndio da Reitoria da Universidade dos Açores, em 12 de Junho de 1989
Uma hipótese ainda hoje aventada, admitida pelo próprio então reitor da Universidade dos Açores, António Machado Pires, admite que o incêndio que destruiu o edifício onde funcionava a Reitoria da Universidade dos Açores, em 12 de Junho de 1989, cujas causas permanecem por apurar, sendo muito contestada a explicação de que teria resultado de um curto-circuito, terá sido na verdade fogo posto por membros da extrema-direita fascista-separatista micaelense. O acto criminoso teria sido uma forma de protesto contra a celebração da Presidência Aberta de Mário Soares nos Açores, que terminou em 12 de Junho de 1989, o mesmo dia em que deflagrou o incêndio, durante a qual se celebrou o Dia de Portugal, e também por esta ter coincidido com a data de 6 de Junho, dia em que os portões da Universidade dos Açores apareceram fechados a cadeado. O próprio guarda da Universidade dos Açores seria alvo de um atentado em 11 de Setembro de 1989, dia em que ia prestar declarações à Polícia.

## Referência bibliográfica
- AAVV, Açores - Do 25 de Abril Até aos Nossos Dias, Lisboa, Cooperativa Editorial e Cultural Arma Cívica, 1977.
- AAVV, Para Uma Autonomia dos Açores, Angra do Heroísmo, Instituto Açoriano de Cultura, 1979.
- Cristóvão de Aguiar, Relação de Bordo (1964-1988), Porto, Campo das Letras, 1999, volume 1.
- José Andrade, Histórias do PPDA, Ponta Delgada, Edição PSD/Açores, 1999.
- Manuel Barbosa, Luta Pela Democracia nos Açores, Coimbra, Editorial Centelha, 1978.
- António Borges Coutinho, A Manifestação de 6 de Junho, Lisboa, Edição do autor, 1975.
- Mário Mesquita, A Oposição ao Salazarismo em São Miguel e em Outras Ilhas Açorianas (1950-1974) com Uma Evocação de Ernesto Melo Antunes nas «Campanhas dos Açores», Lisboa, Tinta da China Edições, 2009.
- João Céu e Silva, 1975 - O Ano do Furacão Revolucionário, Porto, Porto Editora, 2013.